# 톈주 티베트족 자치현

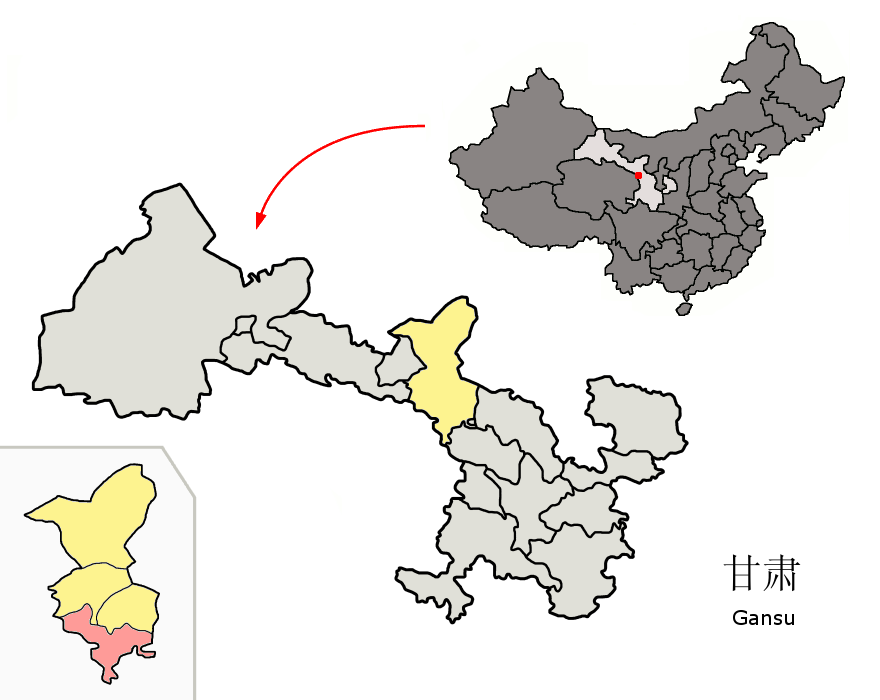
톈주 티베트족 자치현의 위치

톈주 티베트족 자치현(티베트어: ཐེན་ཀྲུའུ་བོད་རིགས་རང་སྐྱོང་རྫོང་, 중국어: 天祝藏族自治县, 병음: Tiānzhù Zàngzú Zìzhìxiàn)은 중화인민공화국 간쑤성 우웨이 시의 현급 행정구역이다. 넓이는 6,865km2이고, 인구는 2007년 기준으로 210,000명이다.

## 톈주 티베트족 자치현의 민족 구성 (2000)
| 민족     | 인구    | 비율   |
| -------- | ------- | ------ |
| 한족     | 139,190 | 62.88% |
| 티베트족 | 66,125  | 29.87% |
| 투족     | 12,633  | 5.71%  |
| 후이족   | 1,986   | 0.9%   |
| 몽골족   | 961     | 0.43%  |
| 만주족   | 213     | 0.1%   |
| 둥샹족   | 90      | 0.04%  |
| 위구르족 | 40      | 0.02%  |
| 먀오족   | 23      | 0.01%  |
| 기타     | 86      | 0.04%  |

## 행정 구역
8개 진, 11개 향을 관할한다.
- 진: 安远镇, 哈溪镇, 华藏寺镇, 打柴沟镇, 炭山岭镇, 赛什斯镇, 石门镇, 和松山镇.
- 향: 天堂乡, 朵什乡, 大红沟乡, 东大滩乡, 西大滩乡, 赛拉隆乡, 毛藏乡, 东坪乡, 祁连乡, 旦马乡, 和抓喜秀龙乡.